# أنتون كوشينكوف
أنتون كوشينكوف (الروسية: Коченков, Антон Александрович) (2 أبريل 1987 ببيشكك في قيرغيزستان - ) هو لاعب كرة قدم روسي في مركز حراسة المرمى. لعب مع لوكوموتيف موسكو ونادي روستوف ونادي فولغا نيجني نوفغورود ونادي كراسنودار وFC Nizhny Novgorod (2007) ‏ ونادي موردوفيا سارانسك وسبارتاك نالتشيك.

## وصلات خارجية
- أنتون كوشينكوف على موقع قاعدة بيانات كرة القدم.إي يو (الإنجليزية)
- أنتون كوشينكوف على موقع ناشيونال فوتبول تيمز (الإنجليزية)
- أنتون كوشينكوف على موقع Soccerway.com (الإنجليزية)
- أنتون كوشينكوف على موقع عالم كرة القدم.نت (الإنجليزية)
- أنتون كوشينكوف على موقع AS.com (الإسبانية)